# Harpacochampsa
Harpacochampsa — маловідомий крокодил раннього міоцену з лагерного містечка Буллок-Крік на Північній території, Австралія. Нинішній екземпляр складається з частини черепа та фрагментів довгої, тонкої морди, що нагадує морду псевдогаріалу, демонструючи, що за життя це була рибоїдна тварина.
Спочатку його умовно відносили до групи австралійських крокодилів, тепер відомої як Mekosuchinae, хоча це часто заперечувалося, інші автори натомість припускали, що це міг бути більш базальний крокодилоїд або тип гаріалу.

## Опис

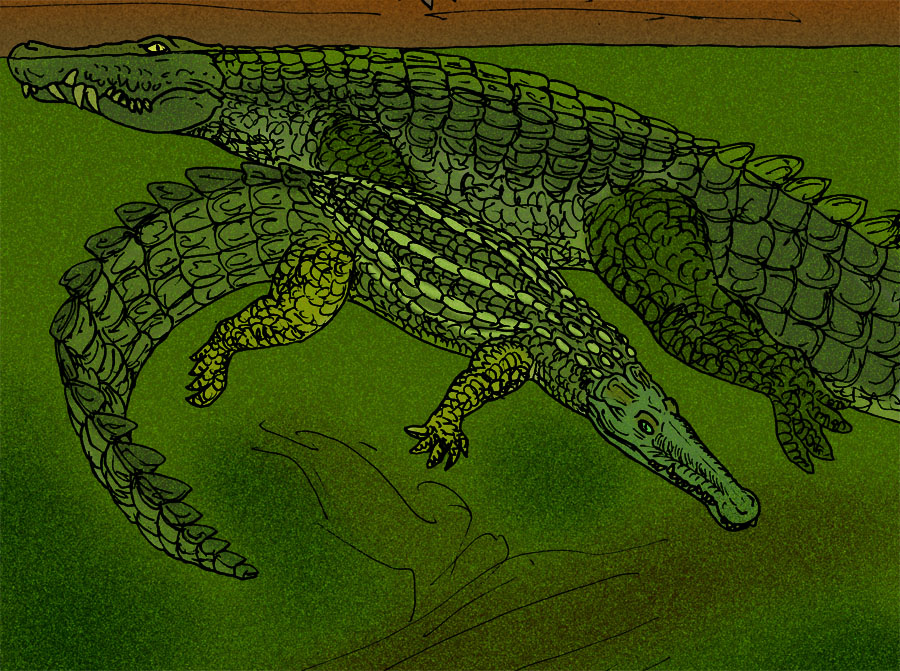
Реконструкція

Кінчик морди у Harpacochampsa загалом подібний до більш тонкомордого виду Crocodylus, причому найближчим з точки зору міцності є американський крокодил. Загалом кінчик морди відносно глибокий для своєї ширини, поперечний розріз нагадує перевернуту D до задньої частини збереженої кістки з плоским піднебінням і похилими бічними краями. Передщелепні кістки мають приблизно круглу форму і містять по п'ять зубів з кожного боку, відокремлених від наступних верхньощелепних зубів виїмкою, яка, ймовірно, отримує збільшений зубний зуб, як у багатьох інших крокодилів. Примітно, що єдиний функціональний передщелепний зуб (п'ятий), що зберігся у Harpacochampsa, звернений трохи назовні, а не прямо вниз. Розмір альвеол вказує на те, що передщелепні зуби сильно відрізнялися за розміром, роблячи крокодила псевдогетеродонтом, тоді як верхньощелепні зуби більш однакові. На відміну від інших крокодилів, у яких п'ятий верхньощелепний зуб є найбільшим, у Harpacochampsa це четвертий передщелепний зуб. Ніздрі трохи довші, ніж широкі, розташовані далеко вперед на морді, майже повністю оточені передщелепними кістками, за винятком невеликої ділянки, до якої входять носові кістки. Безпосередньо перед носами знаходяться дві ямки, в які входять збільшені перші зуби, що за розміром дорівнюють четвертим передщелепним зубам. Крім них і четвертих зубних зубів, які розташовані в виїмці, розташованій на передщелепно-щелепному шві, жоден з інших зубів нижньої щелепи, здається, не проходить по боках верхньої щелепи.
Дві остеодерми, відомі Harpacochampsa, загалом схожі на остеодерми сучасного прісноводного крокодила. Опис типу передбачає, що Harpacochampsa міг досягати довжини до 4 м на основі пропорцій нині живих крокодилів, можливо, навіть до 5 м.

## Палеобіологія
Подовжена морда Harpacochampsa чітко відрізняє її від широкомордого Baru darrowi. На відміну від Бару, який мешкав у мілководних потоках нинішньої Буллок-Крік і полював на великих ссавців, Харпакочампса була знайдена з відкладень, які вказують на те, що вона населяла води з повільним рухом, такі як білабонги та глибокі водойми. Скам'янілості, знайдені в цих відкладах, підтверджують наявність черепах, дрібних риб і дводишних риб довжиною до 80 см. Відповідно, вважається, що Harpacochampsa в основному харчувався рибою і, можливо, черепахами, однак, враховуючи його відносно міцну статуру порівняно з сучасними гаріалами, цілком можливо, що він також брав як здобич ссавців середнього розміру. Якщо це так, Harpacochampsa, ймовірно, покладався б на більш глибоку воду, щоб послабити та втопити їх, тоді як Baru міг би більше покладатися на власні сили.